# A Muppets Christmas: Letters to Santa
A Muppets Christmas: Letters to Santa is de tweede televisiefilm met Jim Hensons Muppets die voor NBC werd geproduceerd door Jim Henson Television en de Walt Disney Studios. Hij werd uitgezonden op 17 december 2008.

## Verhaal
Op kerstavond brengen de Muppets hun brieven gericht aan de Kerstman naar het postkantoor. Ze veroorzaken grote chaos in de sorteerhal, waardoor een aantal brieven niet wordt verstuurd, waaronder het verlanglijstje van hun buurmeisje Claire (Madison Pettis). Op aandringen van Gonzo gaan Kermit, Fozzie en Rizzo met hem mee naar de noordpool om de achtergebleven brieven persoonlijk te overhandigen. Wanneer ze na veel moeite uiteindelijk op hun bestemming aankomen blijkt de Kerstman (Richard Griffiths) al te zijn vertrokken om zijn cadeaus te bezorgen. Hij hoort de Muppets echter kniezen en keert om, zodat hij de brieven in ontvangst kan nemen. Hij geeft de Muppets een lift terug naar huis, waar zij de kerst doorbrengen met Claire en haar moeder, wat eigenlijk het enige was wat Claire wenste.

## Poppenspelers

### Hoofdrollen
- Steve Whitmire als Kermit de Kikker, Rizzo de Rat, Beaker, Statler
- Dave Goelz als Gonzo, Dr. Bunsen Honeydew, Zoot, Waldorf
- Bill Barretta als Pepe the Prawn, Dr. Teeth, Rowlf, Bobo the Bear, Swedish Chef, Lew Zealand, mannelijke postduif
- Eric Jacobson als Fozzie Beer, Miss Piggy, Animal, Sam the Eagle

### Bijrollen
Pam Arciero, Heather Asch, Tyler Bunch, Leslie Carrara, Stephanie D'Abruzzo, James Godwin, Jim Kroupa, Matt Vogel, Tim Lagasse, Peter Linz, Edward Noel MacNeal, Jim Martin, Paul McGinnis, Marty Robinson, David Rudman

## Mensen
- Michael Bloomberg als zichzelf, de burgemeester van New York
- Whoopi Goldberg als taxichauffeur
- Richard Griffiths als de Kerstman
- Jane Krakowski als Claires moeder
- Nathan Lane als douanebeambte Frank Meany
- Jesse L. Martin als postsorteerder
- Petra Nemcova als Beakers vriendin
- Madison Pettis als Claire
- Steve Schirripa als maffioso
- Tony Sirico als maffioso
- Uma Thurman as Joy
- Paul Williams als elf

## Muziek
Deze film markeert de vierde keer dat componist Paul Williams liedjes schrijft voor de Muppets en Letters to Santa is de eerste Muppet-musicalfilm sinds Muppet Treasure Island uit 1996.

## Trivia
- Uma Thurman en Nathan Lane werkten eerder samen in de musicalfilm The Producers uit 2005.
- Op het vliegveld worden de namen van Francis Oznowicz en Gerald Nelson omgeroepen. Dit zijn verwijzingen naar voormalige Muppet-poppenspelers Frank Oz en Jerry Nelson.
- Saxofonist Zoot blijkt geen Kerst te vieren maar de Joodse feestdag Chanoeka